# Koschin (Sprache)
Das Koschin ist eine bantoide Sprache des Kamerun.
Es ist traditionell als eine westbeboide Sprache klassifiziert.
"Koschin" ist gleichzeitig der Name der Ortschaft, in der die Sprache Koschin gesprochen wird.